# Jan Beime
Jan Beime, född 1941, är en av svensk aikidos pionjärer. Han har graden första dan sedan 1984 (troligen en hedersgrad).
Beime började träna aikido hos Gerhard Gosen i Stockholm under tidigt 1960-tal. Hösten 1963 åkte han ner till Frankrike och tränade för Mutsuro Nakazono, och 1964 startade han aikidoträning i Brännkyrkahallen. Klubben fick namnet Stockholm Aikikai, ett namn som Nakazono föreslagit. Han bjöd också in Nakazono till Sverige flera gånger, första gången 1965. Beime var en av de drivande med att via Aikikai hombu dojo skaffa en japansk instruktör som kunde bo och undervisa i Stockholm, vilket resulterade i att Toshikazu Ichimura kom till Sverige 1966. Ichimura och Beime blev dock tämligen fort ovänner, och Beime fortsatte driva Stockholm Aikikai utan Ichimura. Vid denna tid började medlemmarna i gruppen Ola & the Janglers, med Ola Håkansson som drivande kraft, träna aikido hos Beime vilket gav uppmärksamhet i pressen. År 1968 kom den första svenska boken om aikido ut, skriven av Beime och Robert von Sandor. Under sent 60-tal hjälpte han också Kurt Durewall och Stig Bergman i den nya jujutsusektionen inom det dåvarande Judoförbundet (blivande Svenska budo- och kampsportsförbundet) med att utarbeta ett svenskt jujutsusystem, basen till det som idag kallas Jujutsukai.
I slutet på 60-talet lämnade Beime aikidon och flyttade till Örebro. Därifrån byggde han upp en tämligen stor rörelse som ekonomisk rådgivare. Han har skött pengarna åt oerhört många svenska artister exempelvis Per Gessle och Ulf Lundell; Beime och hans fascination för aikidon finns nämnd i Lundells bok Tårpilen. Beime har även varit producent för några svenska filmer.